# You Made My Dawn
You Made My Dawn là mini album thứ sáu của Seventeen. Album được phát hành vào ngày 21 tháng 1 năm 2019 bởi Pledis Entertainment. Nó đã được xếp hạng ở bảng xếp hạng Album Gaon, Bảng xếp hạng album Oricon và có vị trí thứ tư trên bảng xếp hạng Billboard World Album của Mỹ

## Theo dõi danh sách
| STT              | Nhan đề                       | Phổ lời                      | Phổ nhạc              | Arrangements      | Thời lượng |
| ---------------- | ----------------------------- | ---------------------------- | --------------------- | ----------------- | ---------- |
| 1.               | "Good to Me"                  | Woozi Bumzu                  | Woozi Bumzu           | Bumzu Park Ki-tae | 3:09       |
| 2.               | "Home"                        | Woozi Bumzu                  | Woozi Bumzu Seungkwan | Bumzu Park Ki-tae | 3:23       |
| 3.               | "포옹" (Hug) (Vocal team)     | Woozi                        | Woozi Park Ki-tae     | Park Ki-tae       | 2:39       |
| 4.               | "칠리" (Chilli) (Hiphop team) | S.Coups Vernon Mingyu Wonwoo | Vernon Bumzu Poptime  | Poptime           | 3:03       |
| 5.               | "Shhh (Performance team)"     | Bumzu Hoshi Dino             | Bumzu Anchor          | Bumzu Anchor      | 3:06       |
| 6.               | "숨이 차" (Getting Closer)    | Woozi Bumzu S.Coups Vernon   | Woozi Bumzu Hoshi     | Bumzu             | 3:03       |
| Tổng thời lượng: | Tổng thời lượng:              | Tổng thời lượng:             | Tổng thời lượng:      | Tổng thời lượng:  | 18:28      |

## Giải thưởng

### Chương trình âm nhạc
| Chương trình | Ngày                     | Tham chiếu |
| --- | ------------------------ | ---------- |
| [./https://en.wikipedia.org/wiki/Show_Champion Show Champion] ([./https://en.wikipedia.org/wiki/MBC_Music MBC])                             | Ngày 30 tháng 1 năm 2019 | [ 1 ]      |
| [./https://en.wikipedia.org/wiki/Show_Champion Show Champion] ([./https://en.wikipedia.org/wiki/MBC_Music MBC])                             | Ngày 13 tháng 2 năm 2019 | [ 2 ]      |
| [./https://en.wikipedia.org/wiki/M_Countdown M Countdown] ([./https://en.wikipedia.org/wiki/Mnet_(TV_channel) Mnet])                        | Ngày 31 tháng 1 năm 2019 | [ 3 ]      |
| [./https://en.wikipedia.org/wiki/M_Countdown M Countdown] ([./https://en.wikipedia.org/wiki/Mnet_(TV_channel) Mnet])                        | Ngày 7 tháng 2 năm 2019  | [ 4 ]      |
| [./https://en.wikipedia.org/wiki/M_Countdown M Countdown] ([./https://en.wikipedia.org/wiki/Mnet_(TV_channel) Mnet])                        | Ngày 14 tháng 2 năm 2019 | [ 5 ]      |
| [./https://en.wikipedia.org/wiki/Music_Bank_(TV_series) Music Bank] ([./https://en.wikipedia.org/wiki/Korean_Broadcasting_System KBS])      | Ngày 1 tháng 2 năm 2019  | [ 6 ]      |
| [./https://en.wikipedia.org/wiki/Music_Bank_(TV_series) Music Bank] ([./https://en.wikipedia.org/wiki/Korean_Broadcasting_System KBS])      | Ngày 8 tháng 2 năm 2019  | [ 7 ]      |
| [./https://en.wikipedia.org/wiki/Music_Bank_(TV_series) Music Bank] ([./https://en.wikipedia.org/wiki/Korean_Broadcasting_System KBS])      | Ngày 15 tháng 2 năm 2019 | [ 8 ]      |
| Inkigayo (SBS) | Ngày 3 tháng 2 năm 2019  | [ 9 ]      |
| [./https://en.wikipedia.org/wiki/Show!_Music_Core Show! Music Core] ([./https://en.wikipedia.org/wiki/Munhwa_Broadcasting_Corporation MBC]) | Ngày 2 tháng 2 năm 2019  | [ 10 ]     |